# HBO Max
HBO Max（エイチビーオーマックス）は、ワーナー・ブラザース・ディスカバリーが所有・運営するアメリカ合衆国の定額制ビデオ・オン・デマンド・ストリーミングサービス。 HBOのSVODサービスであるHBO Nowと、 HBO有料テレビ加入者向けのテレビストリーミングプラットフォームであるHBO Goの後続として、2020年5月27日に米国でHBO Max（エイチビーオー マックス）としてローンチされ、2023年5月23日にDiscovery+と統合され名称を変更された。

## HBO Max
前身となるHBO Maxは、ワーナーメディアのHBOプレミアムTVサービスをベースにしており、ワーナーメディアの全番組に加え、ワーナーメディアの各所から提供されている追加のオリジナル番組や、ライブラリコンテンツ、さらにはワーナーメディアがストリーミング権を購入したサードパーティのコンテンツプロバイダーから提供されている様々なコンテンツが含まれている。 
料金は月額14.99ドル。2015年に開始した動画配信サービス「HBO Now」の加入者は自動的に本サービスの会員へ移行する。広告つきで月額9.99ドルの低価格会員制度を2021年6月に開始予定である。
AT&Tによると、HBO Maxは2020年6月末までに410万人の加入者を獲得しており、そのうち110万人はHBO有料テレビの契約を通じて無料でアクセスできるようになっている。
2022年4月にワーナーメディアとディスカバリー社が合併してワーナー・ブラザース・ディスカバリーが設立されて以来、HBO Maxは、統合された会社の2つの旗艦ストリーミングサービスの1つで、もう1つはDiscovery+（主にDiscoveryブランドのファクトチュアル番組に焦点を当てた）。2023年4月12日、Discovery+のコンテンツを取り入れたサービスのリニューアルが発表され、同年5月23日に「Max」としてサービスが開始された。通常は2chLPCM、ドルビーデジタルあたりまでの音声出力にしか対応しておらず、ドルビーアトモス音源、および4K画質で配信を視聴する場合は通常よりも高価な定額プランに入る必要がある。

## 歴史

### 設立とローンチ
ワーナーメディアは2018年10月10日、自社のエンターテインメントブランドのコンテンツをフィーチャーしたオーバーザトップのストリーミングサービスを2019年後半に開始すると発表した。同サービスの当初の計画では、2019年後半のローンチで3つの層を用意するとしていた。 ワーナーメディアの親会社であるAT&Tの会長兼CEOであるランドール・L・スティーブンソンは、2019年5月中旬、HBOブランドを使用し、HBOのケーブル加入者がストリーミングサービスにアクセスできるようになるため、ケーブル事業者と提携することを示唆していた。ベータ版は2019年第4四半期に、フルローンチは2020年第1四半期になると予想されていた。 
オッター・メディアは2019年5月、直販開発のエグゼクティブ・バイスプレジデント兼ゼネラルマネージャーを務めていたブラッド・ベントレーが半年後に退任のため、ストリーミングサービスを引き継ぐためにワーナー・ブラザースからワーナーメディア・エンターテイメントに移籍した。アンディ・フォーセルは、オッターの最高執行責任者（COO）からベントレーの後任としてエグゼクティブ・バイスプレジデント兼ゼネラルマネージャーに異動したが、オッターのCEOであるトニー・ゴンカルブス氏は開発を指揮することになる。     
2019年7月9日、ワーナーメディアは、同サービスが「HBO Max」として、2020年春にサービスを開始することを発表し、リース・ウィザースプーンの「ハロー・サンシャイン社とグレッグ・バーランティが同サービスの制作契約を結んだ（「Max」のモニカは、1980年代半ばから接尾語の名前で交互に識別され、2008年から2011年までブランディングで目立つように使用されているHBOの姉妹リニア有料TVサービス「Cinemax」と共有されている）。2019年10月29日には、HBO Maxが2020年5月に正式サービスを開始することが発表された。 
2020年1月8日、AT&Tは、ディレクTVなどのAT&T傘下のテレビプロバイダーの加入者専用チャンネルで、一部オリジナル番組を制作していたAudienceを5月22日にサンセット化し、最終的にはHBO Maxのバーカーチャンネルに移行すると発表した。ワーナー・ブラザースとHBO Maxは2020年2月5日、ワーナー・マックスの映画レーベルを発表し、2020年からストリーミングサービス向けに年間8本から10本の中堅映画を制作することになった。2020年4月20日、ワーナーメディアはHBO Maxのサービス開始日を5月27日と発表した。   
アメリカ国外では2021年6月からラテンアメリカを始めとする39の国と地域でサービスを開始した。同年秋から北欧とスペインで、2022年からそれ以外のヨーロッパ各国でも順次開始する予定となっている。なお、イギリスについてはSKY（コムキャストグループ）との間で独占配給契約を結んでいるため、2025年まで独自に同国内でサービスを展開する予定はないとしている。   

### ワーナー・ブラザース・ディスカバリー時代

#### Discovery＋との将来的な統合とリストラ
2021年5月、ワーナーメディアはディスカバリーチャンネルなどを運営しているディスカバリーと経営統合することを発表した。これに伴い、ディスカバリーはHBO Maxを同社が運営している同業の定額制動画配信サービスであるDiscovery+との間でサービス統合を検討していることを2022年3月14日に発表。ワーナー・ブラザース・ディスカバリーは2つのサービスを2023年夏に統合することを2022年8月3日に正式発表した。その後、同年11月に統合の時期を2023年春に前倒しすることを明らかにした。
2022年4月に経営統合し、新体制となったワーナー・ブラザース・ディスカバリーの方針により、これから制作・配信予定だったHBO Max向けコンテンツの見直しを行っており、同年5月には『Wonder Twins（原題）』、同年8月には『Scoob!: Holiday Haunt（原題）』と『バットガール（原題）』の制作・配信がそれぞれ中止となった。また、同年8月にはHBO Maxのオリジナル作品を含む一部の映画やアニメーションなどを削除したほか、既に配信権を獲得している作品についても放棄する予定であることがバラエティなどから報じられた。
後述のMax移行後も2023年11月に、節税などの都合から『Coyote vs. Acme』の配信を取り止めている。

#### Discovery＋と統合、「Max」へ
2023年4月12日、ワーナー・ブラザース・ディスカバリーは同年5月23日にDiscovery+を統合した上で、名称を「Max」にすることを発表した。現行のHBO Maxで提供しているコンテンツに加え、Discovery+で配信している料理番組やリアリティショーなどが加わる形になるとしている。なお、サービス統合後もDiscovery+のサービスは引き続き継続される。
2024年5月8日、ワーナーはウォルト・ディズニー・カンパニーとの間で協業を行い、同年7月25日からMaxとDisney+、Huluのバンドルプランの提供を開始した。
2024年7月、CNBCからパラマウント・グローバル傘下のParamount+との統合を模索していると報じられた。
2025年4月23日、パスワード共有制限を導入すると同時にオプションサービス「Extra Member Add-On」の提供を開始した。

#### HBO Maxの復活
2025年5月14日、ワーナー・ブラザース・ディスカバリーはアップフロントのプレゼンテーションにおいて、今夏を目処にサービス名称を全世界で「HBO Max」に戻す計画を発表した。同社社長兼CEOのデイビッド・ザスラフは「当社のグローバルストリーミングサービスにおける力強い成長は、番組の質の高さに支えられている」と述べ、HBOブランドの使用は「HBOで常に言い続けてきた言葉を借りれば、独自性があり、お金を払う価値があると認められるコンテンツをお届けするという、私たちの暗黙の約束を明確に示すもの」と述べている。
2025年7月9日、ワーナー・ブラザース・ディスカバリーはMaxのブランド名を「HBO Max」に戻した。

## 経営（マネジメント）
HBO Maxは、当時ロバート・グリーンブラットが社長を務めていたワーナーメディアのエンターテインメント部門の下に設立された。TBS、TNT、TruTVなど、同社の広告付きエンターテイメントチャンネルのほとんどを含むワーナーメディア・エンターテインメント・ネットワークスの社長であるケヴィン・ライリーは、HBO Maxのチーフ・コンテンツ・オフィサーに任命され、HBO Maxの独占的なオリジナル番組とライブラリコンテンツの責任者となった。アンディ・フォーセルはHBO Maxのエグゼクティブ・バイス・プレジデント兼ゼネラル・マネージャーに任命されたが、開発を率いるオッター・メディアのCEOトニー・ゴンカルブスの下にいる。HBOのプログラミング・プレジデントであるケイシー・ブロイスは、HBOのコアサービスの監督を引き継いだが、当初はマックス・エクスクルーシブ・プログラミングには関与していなかった。 
2020年8月7日、ワーナーメディアは新社長ジェイソン・キラーのもとで大規模なリストラを発表し、同氏は消費者向けダイレクト・トゥー・コンシューマー・サービスに向けて「この大きな変革の瞬間に寄り添う」と表現した。その結果、グリーンブラットとライリーが共に退社し、ワーナーメディア・エンターテインメントは解散、番組制作業務はワーナー・ブラザースと統合され、同スタジオのアン・サルノフCEOの下、新たなスタジオ＆ネットワークグループとなった。ブロイスは、HBOとHBO Maxの番組制作を全面的に監督することになり、ライリーのそれまでの職務はサルノフに報告することになった。フォルセルは新たにHBO Maxの運営事業部門の責任者となり、キラーに直接報告した。

## 番組
ワーナーメディアは、サービス開始時に10,000時間のコンテンツを提供すると述べている。その中には、HBOの名を冠したオリジナルシリーズ、ドキュメンタリー、スペシャルなどの初回放送コンテンツやライブラリーコンテンツ、およびTBS、カートゥーン ネットワーク、ルーニー・テューンズなどといった、同社の他のブランドやネットワークが制作したコンテンツ、HBO Maxのオリジナルコンテンツが含まれる。ワーナーメディアは、姉妹会社のワーナー・ブラザース・ピクチャーズ、ニュー・ライン・シネマ、DC、Adult Swimを始め、ユニバーサル・ピクチャーズ、A24などのスタジオから調達したHBOの既存の有料テレビ放映権を含む2,000本以上の映画が利用可能になるとしている。     
この他にセサミストリートやサウスパーク、フレンズ、スタジオジブリ、Crunchyrollなど、ワーナーメディア以外の制作会社から配給権を獲得した映画・テレビ番組についても配信する。     
HBOの既存のストリーミング・プラットフォームであるHBO GoやHBO Nowと同様に（ただし、Apple TV+やAmazonビデオ・チャンネルのプラットフォームとは対照的に）、HBO MaxにはHBOのリニア・ケーブル・チャンネルのフィードは含まれず、また、ワーナーメディアがHBO Maxに向けて番組投資を再配分するのと同時にオリジナル・プログラミングの取り組みを終了するCinemaxのコンテンツ（オリジナル・プログラミングを含む）も含まれないと予想されている（Cinemaxは映画コンテンツをHBOのリニアチャンネルと共有しているため、統合されたライブラリの映画の大部分は異なるウィンドウで両方のサービスで見ることができるが、映画は必ずしもHBO MaxとCinemaxの両方で同時に見ることができるわけではない）。AT&Tの会長兼CEOであるランドール・L・スティーブンソンは、将来的にターナースポーツのライブコンテンツを追加することを否定していない（TNTでのNBA、TBSでのメジャーリーグベースボール、NCAAのマーチマッドネスなど）。 
新型コロナウイルスの影響により、アメリカの主要都市の映画館が閉鎖されていることから、ワーナー・ブラザース・ピクチャーズは2020年10月9日に予定していた『魔女がいっぱい』の劇場公開を断念し、本サービスでの独占配信に切り替えられ、同年12月25日に予定していた『ワンダーウーマン 1984』は劇場公開と同時に本サービスでも配信する措置が取られた。更に同月には『ゴジラvsコング』や『マトリックス レザレクションズ』、『モータルコンバット』など、翌年（2021年）に予定している17本の映画も『ワンダーウーマン 1984』と同様に劇場公開と同時に追加料金なしで31日間本サービスでも配信することをワーナーから発表された。これらの決定にはワーナーと同様の理由で配信に切り替えられたウォルト・ディズニー・カンパニーの『ムーラン』と同じく、映画界から多くの反発が挙がる事態となった。
ワーナーは2021年8月に行われたAT&Tの収支報告において、HBO Maxの独占作品として、2022年に10本以上の映画を製作することを発表した。また、ワーナーを含むアメリカの大手映画会社4社がシネマコンプレックスチェーンとの間で締結した契約に基づき、大作映画については公開から45日間は劇場独占とし、それ以降はHBO Maxでも配信を行うことを明らかにした。
2021年12月15日に配信された『ロン 僕のポンコツ・ボット』（20世紀アニメーション制作）以降、ウォルト・ディズニーグループである20世紀スタジオ（旧・20世紀フォックス）の作品はディズニー傘下の定額制動画配信サービスであるDisney+やHuluと共に本サービスでも配信される。これはディズニーによる21世紀フォックスの買収前に20世紀フォックスがHBOとの間でフォックス作品の優先放映契約を結んでいることに伴うもので、この措置は2022年末まで行われる予定である。
2025年5月、後述の日本事業において独占パートナーシップを締結しているU-NEXTを介する形でTBSテレビ及びテレビ東京が制作した日本のテレビドラマ10作品を本サービスを展開している国と地域にて順次世界配信する事を発表した。

### CNN Max
2023年8月、傘下のニュース専門放送局であるCNNはMaxに組み込む形でCNN Maxをベータ版として同年9月27日から開始することを発表した。2024年現在、CNNは既存の制作番組、および一つの生配信番組を提供している。

### 作品
2024年9月25日 14時00分時点。配信ジャンルは、「HBO」、「Maxオリジナル」、「ハリー・ポッター」、「DC」、「カートゥーン ネットワーク」、「ディスカバリーチャンネル」、「アニマルプラネット」でわけられる。配信されていない作品もある。

#### Maxオリジナル映画
| 配信作品                          | 配信日         | 配信日         | 備考 |
| --------------------------------- | -------------- | -------------- | ---- |
| 死霊伝説 呪われた町               | 2024年10月3日  | 2024年10月3日  |      |
| キャドー湖の失踪                  | 2024年10月10日 | ?              |      |
| スイートハーツ                    | 2024年11月28日 | ?              |      |
| 陪審員2番                         | 2024年12月20日 | 2024年12月20日 |      |
| ザ・ペアレンティング/幽霊の棲む家 | 2025年3月13日  | ?              |      |

##### Maxオリジナル・ドキュメンタリー
| 配信作品                                               | 配信日 | 配信開始日    | 備考 |
| ------------------------------------------------------ | ------ | ------------- | --- |
| ハリー・ポッター20周年記念: リターン・トゥ・ホグワーツ |        | 2022年1月12日 | |
| ファンタスティック・ビーストと動物の歴史               |        | 2022年4月26日 | |
| ワーナー ブラザースの100年：夢を創るスタジオ           |        | 2024年7月12日 | 日本語字幕版のみ、ワーナー・ブラザース創立100周年記念による特別番組。ナレーションは、モーガン・フリーマンが務めている（他3作品も同様）。 |
| ワーナー ブラザースの100年：成長期を支えた男たち       |        | 2024年7月12日 | 日本語字幕版のみ |
| ワーナー ブラザースの100年：ヒーロー・悪役・仲間       |        | 2024年7月12日 | 日本語字幕版のみ |
| ワーナー ブラザースの100年：魔法ワールドとビッグバン   |        | 2024年7月12日 | 日本語字幕版のみ |

#### Maxオリジナル番組

##### ドラマ
| 配信作品                                      | 配信日               | 配信日               | シーズン            | 備考 |
| --------------------------------------------- | -------------------- | -------------------- | ------------------- | --- |
| レイズド・バイ・ウルヴス/神なき惑星           | 2020年9月3日（終了） | 2021年4月1日（終了） | 全2シーズン、全18話 | |
| フレンズ: ザ・リユニオン                      |                      | 2021年6月1日         | 継続中              | 1994年のテレビドラマ「フレンズ」の続編。                                                                                        |
| ゴシップガール                                | 2021年7月8日         | 2021年8月20日        | 全2シーズン、全22話 | |
| ステーション・イレブン                        | 2021年12月16日       | 2022年5月9日         | 全10話              | |
| DMZ ニューヨーク非武装地帯                    | 2022年3月17日        | 2022年9月9日         | 全4話               | |
| ガール・ビフォア 私そっくりの女が住んでいた家 |                      | 2022年5月26日        | 継続中              | |
| ジュリア アメリカの食卓を変えたシェフ         | 2022年3月31日        | 2022年7月29日        | 全2シーズン、全16話 | 日本語字幕のみ |
| ペニーワース バットマンの右腕になる男         |                      | 2024年3月7日         | 継続中              | 日本語字幕のみ |
| TOKYO VICE                                    | 2022年4月7日         | 2023年6月29日        | 全2シーズン、全18話 | 日本を舞台とした作品。WOWOWとの共同制作。 日本国内での放映・配信権はWOWOWが独占取得していることから同局からの配給となっている。 |
| ザ・ステアケース 器りだらけの真実             | 2022年5月5日         | 2022年10月7日        | 全8話               | |
| プリティ・リトル・ライアーズ ORIGINAL SIN     | 2022年7月28日        | 2022年12月9日        | 全2シーズン、全18話 | 日本語字幕のみ |
| ラブ&デス                                     | 2023年4月27日        | 2023年4月29日        | 全7話               | |
| フル・サークル                                | 2024年3月19日        | 2024年1月19日        | 全6話               | |
| The Girls on the Bus                          | 2024年3月14日        | -                    | 全1シーズン、全10話 | |
| ジム・モルデカイの秘密                        | ?                    | ?                    | 全1シーズン、全4話  | |

##### コメディ
| 配信作品                                                 | 配信日                | 配信日                         | シーズン            | 備考                                                                       |
| -------------------------------------------------------- | --------------------- | ------------------------------ | ------------------- | -------------------------------------------------------------------------- |
| LOVE LIFE                                                | 2020年3月27日         | ?                              | 全2シーズン、全20話 |                                                                            |
| フライト・アテンダント                                   | 2020年11月26日        | 2021年5月21日                  | 全2シーズン、全16話 |                                                                            |
| ジェネレーション                                         | 2021年3月11日（終了） | ?                              | 全2シーズン、全16話 |                                                                            |
| メイド・フォー・ラブ                                     | 2021年4月1日          | -                              | 全2シーズン、全16話 | Huluで配信。                                                               |
| That Damn Michael Che                                    | 2021年5月6日          | -                              | 全2シーズン、全12話 |                                                                            |
| Hacks                                                    | 2021年5月13日         | -                              | 全3シーズン、全27話 |                                                                            |
| セックスライフ・オブ・ガレッジガール                     | 2021年11月18日        | 2022年3月4日                   | 全2シーズン、全20話 |                                                                            |
| AND JUST LIKE THAT... / セックス・アンド・ザ・シティ新章 | 2021年12月9日         | 2021年12月21日                 | 全2シーズン、全21話 |                                                                            |
| ピースメイカー                                           | 2022年1月13日         | 2022年4月15日                  | 全1シーズン、全8話  |                                                                            |
| ドゥーム・パトロール                                     |                       | 2024年7月28日                  | 継続中              | シーズン2は日本語字幕のみ                                                  |
| Our Flag Means Death                                     | 2022年3月3日          | ?                              | 全2シーズン、全18話 |                                                                            |
| ジ・アザー・トゥー                                       |                       | 2024年1月18日（シーズン3のみ） | 継続中              | 日本語字幕のみ                                                             |
| サーチパーティー                                         |                       | 2024年9月25日（シーズン5のみ） | 継続中              |                                                                            |
| Minx                                                     | 2022年3月3日          | ?                              | 全1シーズン、全10話 |                                                                            |
| ラップ・シット                                           | 2022年7月21日         | 2023年4月14日                  | 全2シーズン、全16話 | 日本語字幕のみ、女優のイッサ・レイが製作総指揮を務めるドラマシリーズ作品。 |
| 海賊になった貴族                                         | 2022年3月3日          | 2022年6月24日                  | 継続中              |                                                                            |
| ブッキー ギャンブルなお仕事                              | 2023年11月30日        | 2024年8月9日                   | 全1シーズン、全8話  | 日本語字幕のみ                                                             |

### バラエティ
| 配信作品                                              | 配信日         | 配信日         | シーズン | 備考           |
| ----------------------------------------------------- | -------------- | -------------- | -------- | -------------- |
| ファスト・フレンズ / 「究極のフレンズ・ファン」決定戦 | 2024年12月19日 | 2024年12月19日 | 継続中   | 日本語字幕のみ |

### アニメーション
日本では、U-NEXTが脱アニメで配信を基準としていたため、NetflixとAmazon Prime Video、カートゥーン ネットワーク（テレビ放送）で可能な限りである対応がとられている。
| 配信作品                        | 配信日                                                                | 配信日                         | シーズン                      | 備考                                                                      |
| ------------------------------- | --------------------------------------------------------------------- | ------------------------------ | ----------------------------- | ------------------------------------------------------------------------- |
| そんな感じ                      | 2020年7月9日                                                          | 2020年9月14日（Netflix、終了） | 全3シーズン、全24話           |                                                                           |
| The Prince                      | 2021年7月29日                                                         |                                | 全1シーズン、全12話           |                                                                           |
| Ten Year Old Tom                | 2021年9月30日                                                         |                                | 全2シーズン、全20話           |                                                                           |
| Santa. Inc.                     | 2021年12月2日                                                         |                                | 全1シーズン、全8話            |                                                                           |
| Velma                           | 2023年1月12日                                                         |                                | 全2シーズン、全20話           | 新エピソードが2024年10月3日に配信開始。                                   |
| Fired on Mars                   | 2023年4月20日                                                         |                                | 全1シーズン、全8話            |                                                                           |
| ハーレイ・クイン                | 2022年7月28日 - 2023年2月9日（HBO Max） 2023年7月27日 - 継続中（Max） | 未定                           | 全4シーズン、全47話（進行中） | 最初のシーズンは、DCユニバースで2019年11月29日から2020年6月26日まで配信。 |
| Adventure Time: Fionna and Cake | 2023年8月31日                                                         |                                | 全1シーズン、全10話           |                                                                           |
| Young Love                      | 2023年9月21日                                                         |                                | 全1シーズン、全12話           |                                                                           |
| Scavengers Reign                | 2023年10月19日                                                        |                                | 全1シーズン、全12話           |                                                                           |
| Kite Man: Hell Yeah!            | 2024年7月18日                                                         |                                | 全1シーズン、全10話           |                                                                           |
| クリーチャー・コマンドーズ      | 2024年12月5日                                                         | 2024年12月5日                  | 全1シーズン、全7話            | 日本語字幕のみ                                                            |

#### キッズ・ファミリー
| 配信作品                                                                                             | 配信日                 | 配信日        | シーズン                      | 備考                                                                  |
| --- | ---------------------- | ------------- | ----------------------------- | --------------------------------------------------------------------- |
| ルーニー・テューンズ・カートゥーンズ                                                                 | 2020年5月27日          | 未定          | 全6シーズン、全82話           | 日本ではテレビ放送のみだったが、2024年内にU-NEXTのMax内で配信される。 |
| アドベンチャー・タイム:遥か遠い世界で                                                                | 2020年6月25日          | 2022年5月20日 | 全4話                         | 日本ではテレビ放送、デジタル配信とブルーレイディスク販売のみ          |
| Tig n' Seek                                                                                          | 2020年7月23日          | ?             | 全4シーズン、全80話           |                                                                       |
| The Funggies!                                                                                        | 2020年8月20日          | ?             | 全4シーズン、全80話           |                                                                       |
| Mo Willems and The Storytime All-Stars Present: Don't Let the Pigeon Do Storytime! Shorts!           | 2020年9月17日          | -             | 全1シーズン、全8話            |                                                                       |
| エルモ・コレクション クッキーモンスター・コレクション アビー・コレクション （Sesame Street Friends） | 2020年11月12日         | 不明          | 全14シーズン、全182話         | [ 84 ]                                                                |
| トムとジェリー ショート                                                                              | 2021年2月20日          |               | 全1シーズン、全2話            | 日本ではテレビ放送のみ                                                |
| トムとジェリー in ニューヨーク                                                                       | 2021年7月1日           |               | 全2シーズン、全13話           | 日本ではテレビ放送のみ                                                |
| ジェリーストーン!                                                                                    | 2021年7月29日          |               | 全3シーズン、全47話           | 日本ではテレビ放送のみ                                                |
| Little Ellen                                                                                         | 2021年9月13日          |               | 全2シーズン、全20話           |                                                                       |
| Yabba Dabba Dinosars!                                                                                | 2021年9月30日          |               | 全2シーズン、全26話           |                                                                       |
| Aquaman: King of Atlantis                                                                            | 2021年10月14日（終了） |               | 全3話                         |                                                                       |
| Head of the Class                                                                                    | 2021年11月4日          | -             | 全1シーズン、全10話           |                                                                       |
| The Garcias                                                                                          | 2022年4月14日          | -             | 全1シーズン、全10話           |                                                                       |
| Gordita Chronicles                                                                                   | 2022年6月23日          | -             | 全シーズン、全10話            |                                                                       |
| バッグス・バニー ビルダーズ                                                                          | 2022年7月26日          |               | 全2シーズン、全45話（進行中） | 日本ではテレビ放送のみ                                                |
| バットウィール                                                                                       | 2022年9月17日          |               | 全2シーズン、全50話（進行中） | 日本ではテレビ放送のみ                                                |
| Gremlins: Secrets of the Mogwai                                                                      | 2023年5月23日          |               | 全1シーズン、全10話           | 2024年10月3日よりシーズン2が配信される。                              |
| タイニー・トゥーンズのハチャメチャ学園                                                               | 2023年9月8日           |               | 全2シーズン、全16話（進行中） | 日本ではテレビ放送のみ                                                |
| Bea's Block                                                                                          | 2024年2月15日          |               | 全1シーズン、全22話           |                                                                       |
| Hop                                                                                                  | 2024年4月24日          |               | 全1シーズン、全26話           |                                                                       |

### HBOオリジナル映画

#### HBOオリジナル・ドキュメンタリー
| 配信作品                      | 配信日 | 配信日        | 備考             |
| ----------------------------- | ------ | ------------- | ---------------- |
| タティアナ・スアレス / 鋼の女 |        | 2024年9月26日 | 日本語字幕版のみ |
| DANIEL -人生を映画化する旅-   |        |               | 日本語字幕版のみ |

#### HBOオリジナル コンサートフィルム
| 配信作品             | 配信日        | 配信日        | 備考           |
| -------------------- | ------------- | ------------- | -------------- |
| GAGA CHROMATICA BALL | 2024年5月26日 | 2024年5月26日 | 日本語字幕のみ |

### HBOオリジナル番組

#### ドラマ・コメディ・バラエティ
| 配信作品                                           | 配信日                     | 配信日                     | シーズン | 備考                                                                       |
| -------------------------------------------------- | -------------------------- | -------------------------- | -------- | -------------------------------------------------------------------------- |
| デューン 預言                                      | 2024年11月17日             | 2024年11月17日             | 継続中   |                                                                            |
| THE PENGUIN-ザ・ペンギン-                          | 2024年9月20日              | 2024年9月20日              | 継続中   | [ 86 ]                                                                     |
| THE LAST OF US ザ・ラスト・オブ・アス              | 2023年1月15日（シーズン1） | 2023年1月16日（シーズン1） | 継続中   | [ 87 ]                                                                     |
| ラリーのミッドライフ★クライシス                    |                            | 2022年2月14日              | 継続中   | 日本語字幕のみ、シーズン11から開始（その後、他シーズンも配信されている）。 |
| シンパサイザー                                     |                            | 2024年7月12日              | 継続中   | 日本語字幕のみ                                                             |
| ウイニング・タイム -レイカーズ帝国の誕生-          |                            | 2022年8月12日              | 継続中   | シーズン2は日本語字幕のみ                                                  |
| ギルデッド・エイジ -ニューヨーク黄金時代-          |                            | 2022年6月10日              | 継続中   | 日本語字幕のみ                                                             |
| ザ・レジーム 壊れゆく政権                          |                            | 2024年5月17日              | 継続中   | 日本語字幕のみ                                                             |
| TRUE DETECTIVE                                     |                            | 2016年8月24日              | 継続中   | シーズン4は日本語字幕のみ                                                  |
| ペリー・メイスン                                   |                            | 2021年4月2日               | 継続中   | シーズン2は日本語字幕のみ                                                  |
| ウォリアー                                         |                            | 2019年10月15日             | 継続中   | 日本語字幕のみ                                                             |
| ペニーワース                                       |                            | 2022年6月20日              | 継続中   | 日本語字幕のみ                                                             |
| ジェムストーン家の敬虔なる私生活                   |                            | 2021年頃                   | 継続中   | 日本語字幕のみ                                                             |
| サムバディ・サムウェア                             |                            | 2022年5月13日              | 継続中   |                                                                            |
| バリー                                             |                            | 2018年9月14日              | 継続中   |                                                                            |
| ホワイト・ハウス プラマーズ                        |                            | 2023年8月18日              | 継続中   |                                                                            |
| ランダム・アクト・オブ・フライネス                 |                            | 2024年4月17日              | 継続中   |                                                                            |
| THE IDOL ジ・アイドル                              |                            | 2023年6月7日               | 継続中   |                                                                            |
| レイン・ドッグス フツウじゃない家族                |                            | 2023年5月19日              | 継続中   |                                                                            |
| アベニュー・ファイブ                               |                            | 2023年5月12日              | 継続中   | シーズン2から配信、シーズン1は2024年3月13日から配信。                      |
| アイ・メイ・デストロイ・ユー                       |                            | 2023年6月8日               | 継続中   |                                                                            |
| 私立探偵ストライク / 乱れし血潮                    |                            | 2023年4月29日              | 継続中   |                                                                            |
| ロス・エスプーキーズ                               |                            | 2023年4月7日               | 継続中   | シーズン1は不明。                                                          |
| メディア王 〜華麗なる一族〜                        |                            | 2021年4月30日              | 継続中   |                                                                            |
| リハーサル ネイサンのやりすぎ予行練習              |                            | 2023年3月10日              | 継続中   |                                                                            |
| ダーク・マテリアルズ/黄金の羅針盤                  |                            | 2020年3月13日              | 継続中   |                                                                            |
| インダストリー                                     |                            | 2023年4月24日              | 継続中   |                                                                            |
| ホワイト・ロータス/諸事情だらけのリゾート          |                            | 2021年10月14日             | 継続中   |                                                                            |
| イルマ・ヴェップ                                   |                            | 2022年11月4日              | 継続中   | 2022年のミニシリーズ                                                       |
| WE OWN THIS CITY -不正と汚職が支配する街-          |                            | 2022年10月16日             | 継続中   |                                                                            |
| ザ・ベイビー 天から授かりし恐怖                    |                            | 2022年9月16日              | 継続中   |                                                                            |
| ウエストワールド                                   |                            | 2018年2月14日              | 継続中   |                                                                            |
| ジェントルマン・ジャック 紳士と呼ばれたレディ      |                            | 2019年9月3日               | 継続中   |                                                                            |
| ハウス・オブ・ザ・ドラゴン                         | 2022年8月21日              | 2022年8月22日              | 継続中   |                                                                            |
| サムバディ・サムウェア                             |                            | 2022年5月13日              | 継続中   |                                                                            |
| ユーフォリア/EUPHORIA                              |                            | 2019年12月3日              | 継続中   |                                                                            |
| インセキュア                                       |                            | 2017年9月7日               | 継続中   |                                                                            |
| ある結婚の風景                                     |                            | 2021年12月17日             | 継続中   | 2021年のテレビドラマ                                                       |
| イン・トリートメント セラピスト ブルック・テイラー |                            | 2021年9月17日              | 継続中   |                                                                            |
| イン・トリートメント                               |                            | 2017年7月21日              | 継続中   |                                                                            |
| ベティ/スケート・キッチン                          |                            | 2021年9月9日               | 継続中   |                                                                            |
| メア・オブ・イーストタウン/ある殺人事件の真実      |                            | 2021年8月27日              | 継続中   |                                                                            |
| フレイザー家の秘密                                 |                            | 2021年7月16日              | 継続中   |                                                                            |
| セックス・アンド・ザ・シティ                       |                            | 2016年8月24日              | 継続中   |                                                                            |
| チェルノブイリ                                     |                            | 2019年9月30日              | 継続中   |                                                                            |
| ウォッチメン                                       |                            | 2020年3月13日              | 継続中   |                                                                            |
| ザ・フランチャイズ                                 | ?                          | ?                          | 継続中   | 日本語字幕版のみ                                                           |

### 通常作品

#### テレビアニメ
| 配信作品                                              | 配信開始日     | 配信終了日 | 備考 |
| ----------------------------------------------------- | -------------- | ---------- | --- |
| スーパーマン                                          | 2022年11月30日 | 継続中     | [ 92 ] |
| チキチキマシン猛レース                                | 2020年9月15日  | 継続中     | 第3話はAパートのみ配信、映像にもタイトル表記あり。                                                                      |
| シルベスター&トゥイーティー ミステリー                | 2022年12月5日  | 継続中     | 第1期のみ配信、オープニング・エンディングはカット。 カートゥーン ネットワークで放送されたものとは異なる。               |
| スクービー&スクラッピー・ドゥー                       | 2022年12月5日  | 継続中     | シーズン1のみ配信。 |
| 原始家族フリントストーン                              | 2022年12月5日  | 継続中     | 『ほのぼの家族』バージョン。                                                                                            |
| 新 ルーニー・テューンズ                               | 2022年11月28日 | 継続中     | シーズン1のみ配信。 |
| ベビー・ルーニー・テューンズ                          | 2022年11月28日 | 継続中     | |
| ルーニー・テューンズ・ショー                          | 2022年11月28日 | 継続中     | シーズン1 |
| トムとジェリーテイルズ                                | 2016年8月24日  | 継続中     | |
| トムとジェリー ショー                                 | 2022年1月5日   | 継続中     | シーズン3まで配信。 |
| トムとジェリーキッズ                                  | 2019年4月1日   | 継続中     | |
| パワーパフガールズ（オリジナル版）                    | 2024年9月25日  | 継続中     | シーズン5まで配信。 |
| パワーパフガールズ（リブート版）                      | 2024年9月25日  | 継続中     | 全シーズン配信。 |
| パワーパフガールズ ザ・ファイト・ビフォア・クリスマス | 2024年9月25日  | 継続中     | |
| パワーパフガールズ ダンスパンツにご用心               | 2024年9月25日  | 継続中     | |
| パワーパフガールズ 支配者はワタシ!                    | 2024年9月25日  | 継続中     | |
| アドベンチャータイム                                  | 2024年9月25日  | 継続中     | |
| アドベンチャータイム ～ダイヤモンドとレモン～         | 2024年9月25日  | 継続中     | |
| ぼくらベアベアーズ                                    | 2024年9月25日  | 継続中     | |
| おかしなガムボール:とっておきのガムボール             | 2024年9月25日  | 継続中     | |
| ベン10                                                | 2024年9月25日  | 継続中     | |
| スティーブン・ユニバース                              | 2024年11月27日 | 継続中     | |
| スティーブン・ユニバース フューチャー                 | 2024年11月27日 | 継続中     | |
| 異世界スーサイド・スクワッド                          | 2024年7月6日   | 継続中     | 日本のアニメ作品 |
| 出ましたっ!パワパフガールズZ                          | 2016年9月30日  | 継続中     | 日本のアニメ作品、ワーナー・ブラザース&カートゥーン ネットワーク共同企画のアニメ作品。                                  |
| リック・アンド・モーティ                              | 2024年11月27日 | 継続中     | 元々はNetflixで配信されている作品。                                                                                     |
| ベン10:時との戦い                                     | 2024年11月27日 | 継続中     | |
| ベン10:謎のチップを追え!                              | 2024年11月27日 | 継続中     | |
| ベン10:アルティメットエイリアン                       | 2024年11月27日 | 継続中     | |
| ベン10:エイリアン・フォース                           | 2024年11月27日 | 継続中     | 全シーズン3 |
| ベン10:消えたアズマス                                 | 2024年11月27日 | 継続中     | |
| カウ&チキン                                           | 2025年2月26日  | 継続中     | |
| デクスターズラボ                                      | 2025年2月26日  | 継続中     | 全6シーズン（本来の全4シーズンを分割している）。シーズン1に限り、話数順が異なる。                                       |
| エド・エッド・エディ                                  | 2025年2月26日  | 継続中     | |
| おくびょうなカーレッジくん                            | 2025年2月26日  | 継続中     | 全4シーズン。シーズン1に限り話数順が異なる。シーズン4が全12話になっているが、本来の第1話はシーズン3の第14話として収録。 |

#### テレビドラマ
| 配信作品                                | 配信開始日    | 配信終了日 | 備考 |
| --------------------------------------- | ------------- | ---------- | --- |
| ヤンケ・シェルドン                      | ?             | 継続中     | |
| スーパーナチュラル                      | ?             | 継続中     | 東地&内田による日本語吹き替え版を使用。                                                                                          |
| クローザー                              | ?             | 継続中     | |
| フリンジ                                | ?             | 継続中     | |
| バンド・オブ・ブラザース                | ?             | 継続中     | |
| MAJOR CRIMES ～重大犯罪課～             | ?             | 継続中     | |
| THE 100/ハンドレッド                    | ?             | 継続中     | |
| ビッグバン★セオリー                     | ?             | 継続中     | |
| The OC                                  | ?             | 継続中     | |
| ニキータ                                | ?             | 継続中     | 2010年のテレビドラマ |
| ブラインドスポット                      | ?             | 継続中     | |
| GOTHAM/ゴッサム                         | ?             | 継続中     | |
| ターミネーター:サラ・コナ・クロニクルズ | ?             | 継続中     | |
| ウエストワールド                        | ?             | 継続中     | |
| CHUCK/チャック                          | ?             | 継続中     | |
| プロディガル・サン 殺人鬼の系譜         | ?             | 継続中     | |
| ザ・パシフィック                        | ?             | 継続中     | |
| パーソン・オブ・インタレスト            | ?             | 継続中     | |
| コールド・ケース                        | ?             | 継続中     | |
| ハート・オブ・ディクシー                | ?             | 継続中     | |
| レボリューション                        | ?             | 継続中     | |
| リーサル・ウェポン                      | ?             | 継続中     | |
| WITHOUT A TRACE/FBI 失踪者を追え!       | ?             | 継続中     | |
| ニュースルーム                          | ?             | 継続中     | HBOオリジナル作品 |
| V                                       | ?             | 継続中     | 2009年のテレビドラマ |
| スーパーマン&ロイス                     | 2016年8月22日 | 継続中     | |
| ザ・フラッシュ                          | ?             | 継続中     | |
| スーパーガール                          | 2016年8月24日 | 継続中     | |
| ヤング・スーパーマン                    | 2016年8月24日 | 継続中     | シーズン1 - 3、6のみ日本語吹き替え版あり、それ以外は日本語字幕版のみ。 シーズン2から配信開始、シーズン1は2017年5月10日から配信。 |
| フレンズ                                | 2016年8月24日 | 継続中     | WOWOWで放送されたものをそのまま使用。                                                                                            |
| ザ・ミドル ～中流家族のフツーの幸せ     | 2016年8月24日 | 継続中     | 日本語吹き替え版のみ |
| ザ・フォロイング                        | 2016年8月24日 | 継続中     | |
| オリジナルズ                            | 2016年8月24日 | 継続中     | 日本語字幕版のみ |
| ザ・ホワイトハウス                      | 2016年9月30日 | 継続中     | 日本語字幕版のみ |
| ER 緊急救命室                           | 2016年9月30日 | 継続中     | NHK総合で放送されたものをそのまま使用。                                                                                          |
| 空飛ぶ鉄腕美女ワンダーウーマン          | 2017年9月7日  | 継続中     | 日本語字幕版のみ |
| 新スーパーマン                          | 2018年頃      | 継続中     | 日本語字幕版のみ |
| コンスタンティン                        | 2019年9月2日  | 継続中     | |
| ママさん刑事 ローラ・ダイヤモンド       | 2021年2月2日  | 継続中     | 日本語字幕版のみ |
| ケイティ・キーン                        | 2021年5月6日  | 継続中     | |
| シークレット・サークル                  | 2024年9月25日 | 継続中     | |

#### テレビスペシャル
| 配信作品                         | 配信開始日     | 配信終了日 | 備考 |
| -------------------------------- | -------------- | ---------- | ---- |
| バッグス・バニーのクリスマス物語 | 2024年11月27日 | 継続中     |      |

#### アニメーション映画
| 配信作品                                                         | 配信開始日     | 配信終了日 | 備考                 |
| ---------------------------------------------------------------- | -------------- | ---------- | -------------------- |
| パワーパフガールズ・ムービー                                     | 2024年9月25日  | 継続中     |                      |
| ぼくらベアベアーズ ザ・ムービー                                  | 2024年9月25日  | 継続中     |                      |
| スティーブン・ユニバース ザ・ムービー                            | 2024年9月25日  | 継続中     |                      |
| LEGO ムービー                                                    | 2024年9月25日  | 継続中     |                      |
| レゴバットマン ザ・ムービー                                      | 2024年9月25日  | 継続中     |                      |
| レゴニンジャゴー ザ・ムービー                                    | 2024年9月25日  | 継続中     |                      |
| レゴ ムービー 2                                                  | 2024年9月25日  | 継続中     |                      |
| バットマン/マスク・オブ・ファンタズム                            | 2017年6月24日  | 継続中     | 日本語字幕版のみ     |
| スペース・ジャム                                                 | 2017年6月24日  | 継続中     | 日本語字幕版のみ     |
| スペース・プレイヤーズ                                           | 2021年11月3日  | 継続中     |                      |
| ジャスティス・リーグ:ニュー・フロンティア                        | 2024年9月25日  | 継続中     |                      |
| バットマン:ゴッサムナイト                                        | 2024年9月25日  | 継続中     |                      |
| ワンダーウーマン 75周年記念エディション                          | 2024年9月25日  | 継続中     |                      |
| ワンダーウーマン・ブラッドライン                                 | 2024年9月25日  | 継続中     |                      |
| スーサイド・スクワッド：ヘル・トゥ・ペイ                         | 2024年9月25日  | 継続中     |                      |
| バットマン:ダークナイト リターンズ Part 1                        | 2024年9月25日  | 継続中     |                      |
| バットマン:ダークナイト リターンズ Part 2                        | 2024年9月25日  | 継続中     |                      |
| バットマン vs. ロビン                                            | 2024年9月25日  | 継続中     |                      |
| バットマン:バッド・ブラッド                                      | 2024年9月25日  | 継続中     |                      |
| ジャスティス・リーグ:ダーク                                      | 2024年9月25日  | 継続中     |                      |
| バットマン&ハーレイ・クイン                                      | 2024年9月25日  | 継続中     |                      |
| デス・オブ・スーパーマン                                         | 2024年9月25日  | 継続中     |                      |
| レイン・オブ・ザ・スーパーメン                                   | 2024年9月25日  | 継続中     |                      |
| コンスタンティン:シティ・オブ・デーモン                          | 2024年9月25日  | 継続中     |                      |
| バットマン:ハッシュ                                              | 2024年9月25日  | 継続中     |                      |
| バットマン ザ・フューチャー 蘇ったジョーカー                     | 2024年9月25日  | 継続中     |                      |
| バットマン vs. ミュータント・タートルズ                          | 2024年9月25日  | 継続中     |                      |
| バットマン・デス・イン・ザ・ファミリー                           | 2024年9月25日  | 継続中     |                      |
| LEGO スーパーヒーロー・ガールズ：スーパーヴィラン・ハイスクール  | 2024年9月25日  | 継続中     |                      |
| ジャスティス・リーグ:ゴッド&モンスター                           | 2024年9月25日  | 継続中     |                      |
| ジャスティス・リーグ:アトランティスの進撃                        | 2024年9月25日  | 継続中     |                      |
| ジャスティス・リーグ：ダーク アポコリプス・ウォー                | 2024年9月25日  | 継続中     |                      |
| LEGO スーパー・ヒーローズ:ジャスティス・リーグ〈ゴッサム大脱出〉 | 2024年9月25日  | 継続中     |                      |
| グリーン・ランタン エメラルド・ナイト                            | 2024年9月25日  | 継続中     |                      |
| バットマン:アサルト・オン・アーカム                              | 2024年9月25日  | 継続中     |                      |
| ソプラノズ ニューアークに舞い降りたマフィアたち                  | 2024年9月25日  | 継続中     |                      |
| ユダ&ブラック・メシア 裏切りの代償                               | 2024年9月25日  | 継続中     |                      |
| ティーン・タイタンズGO! トゥ・ザ・ムービー                       | 2019年7月3日   | 継続中     | 日本語字幕版のみ     |
| トムとジェリーと迷子のドラゴン                                   | 2016年8月24日  | 継続中     |                      |
| トムとジェリーのくるみ割り人形                                   | 2016年8月24日  | 継続中     |                      |
| トムとジェリー ワイルド・スピード                                | 2016年8月24日  | 継続中     |                      |
| トムとジェリー 魔法の指輪                                        | 2016年8月24日  | 継続中     |                      |
| トムとジェリー 火星へ行く                                        | 2016年8月24日  | 継続中     |                      |
| トムとジェリー ロビン・フッド                                    | 2016年8月24日  | 継続中     |                      |
| トムとジェリー シャーロック・ホームズ                            | 2016年8月24日  | 継続中     |                      |
| トムとジェリー オズの魔法使                                      | 2016年8月24日  | 継続中     |                      |
| トムとジェリーの宝島                                             | 2016年8月24日  | 継続中     |                      |
| トムとジェリーの大冒険                                           | 2016年9月30日  | 継続中     |                      |
| トムとジェリー カウボーイ・アップ!                               | 2022年3月18日  | 継続中     | ポイントレンタル作品 |
| トムとジェリー スノーマウスと雪の魔法                            | 2022年11月1日  | 継続中     | ポイントレンタル作品 |
| トムとジェリー ジャックと豆の木                                  | 2016年11月14日 | 継続中     |                      |
| トムとジェリー スパイ・クエスト                                  | 2016年11月14日 | 継続中     |                      |
| トムとジェリー すくえ!魔法の国オズ                               | 2016年11月29日 | 継続中     |                      |
| トムとジェリー 夢のチョコレート工場                              | 2024年11月27日 | 継続中     |                      |
| トムとジェリー サンタの小さなお手伝いさん                        | 2024年11月27日 | 継続中     |                      |
| スクービー・ドゥー＆KISS：ロックンロール・ミステリー             | 2024年11月27日 | 継続中     |                      |
| スクービー・ドゥーの魔女の幽霊                                   | 2024年11月27日 | 継続中     |                      |
| スクービー・ドゥーのサイバーチェイス                             | 2024年11月27日 | 継続中     |                      |
| スクービー・ドゥー 宇宙の侵略者!                                 | 2024年11月27日 | 継続中     |                      |
| スクービー・ドゥー スクービー・ドゥーのゾンビ島                  | 2024年11月27日 | 継続中     |                      |
| LEGO スクービー・ドゥー：お宝探しはホラーナイト!?                | 2024年11月27日 | 継続中     |                      |
| LEGO スクービー・ドゥー：モンスターズ・ハリウッド                | 2024年11月27日 | 継続中     |                      |

#### 映画
| 配信作品                                         | 配信開始日     | 配信終了日 | 備考                           |
| ------------------------------------------------ | -------------- | ---------- | ------------------------------ |
| アクアマン                                       | 2019年5月8日   | 継続中     |                                |
| アクアマン/失われた王国                          | 2024年2月26日  | 継続中     | ポイントレンタル作品           |
| スーパーマン                                     | 2017年3月26日  | 継続中     | 日本語字幕版のみ               |
| スーサイド・スクワッド                           | 2017年1月10日  | 継続中     |                                |
| ザ・スーサイド・スクワッド “極”悪党、集結        | 2021年7月16日  | 継続中     |                                |
| ハーレイ・クインの華麗なる覚醒                   | 2019年12月11日 | 継続中     |                                |
| スーパーマンII/冒険篇                            | 2016年8月24日  | 継続中     | 日本語字幕版のみ               |
| スーパーマンIII/電子の要塞                       | 2016年8月24日  | 継続中     | 日本語字幕版のみ               |
| スーパーマンIV/最強の敵                          | 2016年8月24日  | 継続中     | 日本語字幕版のみ               |
| スーパーマン・リターンズ                         | 2016年8月24日  | 継続中     | 日本語字幕版のみ               |
| マン・オブ・スティール                           | 2016年8月24日  | 継続中     |                                |
| マスク                                           | 2016年8月24日  | 継続中     | ソフト版                       |
| マスク2                                          | 2016年8月24日  | 継続中     | ソフト版                       |
| バットマン                                       | 2016年8月24日  | 継続中     | 日本語字幕版のみ               |
| バットマン リターンズ                            | 2016年8月24日  | 継続中     | 日本語字幕版のみ               |
| バットマン ビギンズ                              | 2016年8月24日  | 継続中     |                                |
| ダークナイト                                     | 2016年8月24日  | 継続中     |                                |
| ダークナイト ライジング                          | 2016年8月24日  | 継続中     |                                |
| バットマン フォーエヴァー                        | 2016年8月24日  | 継続中     |                                |
| グリーン・ランタン                               | 2016年8月24日  | 継続中     |                                |
| ジャスティス・リーグ:ザック・スナイダーカット    | 2021年4月16日  | 継続中     |                                |
| バットマン vs スーパーマン ジャスティスの誕生    | 2018年6月12日  | 継続中     |                                |
| バットマン&ロビン Mr.フリーズの逆襲              | 2019年8月24日  | 継続中     | 日本語字幕版のみ               |
| コンスタンティン                                 | 2019年9月2日   | 継続中     | 映画シリーズ、日本語字幕版のみ |
| ハリー・ポッターと賢者の石                       | 2024年9月25日  | 継続中     |                                |
| ハリー・ポッターと秘密の部屋                     | 2024年9月25日  | 継続中     |                                |
| ハリー・ポッターとアズカバンの囚人               | 2024年9月25日  | 継続中     |                                |
| ハリー・ポッターと炎のゴブレット                 | 2024年9月25日  | 継続中     |                                |
| ハリー・ポッターと不死鳥の騎士団                 | 2024年9月25日  | 継続中     |                                |
| ハリー・ポッターと謎のプリンス                   | 2024年9月25日  | 継続中     |                                |
| ハリー・ポッターと死の秘宝 PART1                 | 2024年9月25日  | 継続中     |                                |
| ハリー・ポッターと死の秘宝 PART2                 | 2024年9月25日  | 継続中     |                                |
| ファンタスティック・ビーストと魔法使いの旅       | 2024年9月25日  | 継続中     |                                |
| ファンタスティック・ビーストと黒い魔法使いの誕生 | 2024年9月25日  | 継続中     |                                |
| オズの魔法使                                     | ?              | 継続中     | 日本語字幕版                   |

#### ディスカバリーチャンネル
| 配信作品                                          | 配信開始日    | 配信終了日 | 備考 |
| ------------------------------------------------- | ------------- | ---------- | ---- |
| ザ・秘境生活                                      | 2018年7月10日 | 継続中     |      |
| THE NAKED XL                                      | ?             | 継続中     |      |
| THE NAKED XL 12人の挑戦                           | 2020年2月25日 | 継続中     |      |
| 解明・太陽のすべて                                | 2022年7月29日 | 継続中     |      |
| アポロ計画 失われた映像                           | 2022年7月29日 | 継続中     |      |
| 無一文!南米トラベル FREE RIDE                     | ?             | 継続中     |      |
| 徹底調査! 宇宙の脅威                              | ?             | 継続中     |      |
| 真相究明! UFO遭遇事件                             | 2023年7月19日 | 継続中     |      |
| ダーク・ハリウッド                                | ?             | 継続中     |      |
| ザ・避難サバイバル LEFT FOR DEAD                  | 2024年9月25日 | 継続中     |      |
| 大脱出!サバイバルレース                           | 2024年9月25日 | 継続中     |      |
| 謎の深海ザメ:傑作選                               | 2024年9月25日 | 継続中     |      |
| サメ vs ベア・グリルス                            | 2024年9月25日 | 継続中     |      |
| サメに密着! シャーク・カメラ                      | 2024年9月25日 | 継続中     |      |
| サメ vs 女格闘家                                  | 2024年9月25日 | 継続中     |      |
| ミステリー・ミュージアム リンカーン暗殺事件       | 2024年9月25日 | 継続中     |      |
| ミステリー・ミュージアム リンドバーグ愛児誘拐事件 | 2024年9月25日 | 継続中     |      |
| 超常現象 機密リサーチ                             | 2024年9月25日 | 継続中     |      |
| 機密解除 地球外生命体との遭遇                     | 2024年9月25日 | 継続中     |      |
| ハドソンバレー 宇宙からの侵略者                   | 2024年9月25日 | 継続中     |      |
| ヒトラーの極秘爆弾                                | 2024年9月25日 | 継続中     |      |
| エイリアン襲来カウントダウン                      | 2024年9月25日 | 継続中     |      |
| ツタンカーメン 世紀のミステリーを追え             | 2024年9月25日 | 継続中     |      |

#### アニマルプラネット
| 配信作品                                     | 配信開始日    | 配信終了日 | 備考                               |
| -------------------------------------------- | ------------- | ---------- | ---------------------------------- |
| 超危険! 凶暴生物の王国                       | 2018年7月23日 | 継続中     |                                    |
| T-レックスの真実                             | 2020年2月25日 | 継続中     |                                    |
| ミステリー・ミュージアム:恐竜SP              | 2022年8月12日 | 継続中     |                                    |
| カメラが捕えた弱肉強食の世界                 | 2022年9月2日  | 継続中     |                                    |
| 巨大クロコダイル襲撃の謎                     | 2022年9月2日  | 継続中     |                                    |
| 蘇る恐竜の時代                               | 2024年8月12日 | 継続中     |                                    |
| 追跡! 深海の巨大プレデター                   | ?             | 継続中     |                                    |
| ビッグキャット・ストーリー                   | ?             | 継続中     | シーズン2は2024年8月25日から配信。 |
| 行儀の悪いペットたち                         | ?             | 継続中     | シーズン3は2024年8月25日から配信。 |
| ねこまにあ                                   | ?             | 継続中     | シーズン4は2024年8月25日から配信。 |
| 恐竜から鳥類へ 羽毛誕生ミステリー            | ?             | 継続中     |                                    |
| デンバーの動物クリニック                     | ?             | 継続中     | シーズン6は2024年9月25日から配信。 |
| どうぶつ不可解事件簿                         | 2024年9月25日 | 継続中     |                                    |
| 恐竜と巨大生物たち                           | 2024年9月25日 | 継続中     |                                    |
| アメリカにいた絶滅動物を追え                 | 2024年9月25日 | 継続中     |                                    |
| 冒険!世界ミステリーハンター シャークトレック | 2024年9月25日 | 継続中     |                                    |
| 冒険!世界ミステリーハンター メガロトン       | 2024年9月25日 | 継続中     |                                    |
| 子ヒョウ物語                                 | 2024年9月25日 | 継続中     |                                    |
| 人喰いニシキヘビの恐怖                       | 2024年9月25日 | 継続中     |                                    |
| 動物界の小さな巨人                           | 2024年9月25日 | 継続中     |                                    |
| ダーク・ウォーターズ                         | 2024年9月25日 | 継続中     |                                    |
| いぬまにあ                                   | 2024年9月25日 | 継続中     |                                    |
| 必見!サメ映像ベスト50                        | 2024年9月25日 | 継続中     |                                    |
| ヒトとサル:ハイブリッド生物の科学            | 2024年9月25日 | 継続中     |                                    |

#### セサミストリート
| 配信作品                                                    | 配信日        | 配信日         | シーズン | 備考 |
| ----------------------------------------------------------- | ------------- | -------------- | -------- | --- |
| セサミストリート                                            | 2020年5月27日 | 2021年11月12日 | 継続中   | シーズン50から開始、順次にシーズン49とシーズン48も配信。 字幕版は存在しないが、英語音声のリスニングとなっている。                                    |
| セサミストリート:メカビルダーズ                             |               | 2022年8月26日  | 継続中   | 2024年5月13日からはショートエピソード「ちょこっと!メカビルダーズ」も配信。                                                                           |
| セサミストリート 50回目の誕生日                             |               | 2021年11月12日 | 継続中   | |
| ストリート・ギャング セサミストリートが誕生するまで         |               | 2024年6月      | 継続中   | 元々はNetflixで配信されていたが、同年6月22日に配信終了後に移動。 U-NEXTで初めて日本語版スタッフ・キャストが搭載された。 日本語字幕版も対応している。 |
| セサミストリート ザ・ムービー:おうちに帰ろう、ビッグバード! |               | 2016年9月30日  | 継続中   | 日本語字幕版のみ |
| セサミストリート くるみ割り人形                             |               | 2022年12月19日 | 継続中   | |
| セサミストリートのクリスマス                                |               | 2021年12月20日 | 継続中   | 2016年テレビスペシャル版 |
| セサミストリート ピクルスに願いを                           |               | ?              | 継続中   | |
| ファーリー・フレンズ・フォーエバー ふわふわのしんゆう       |               | 2022年5月6日   | 継続中   | |
| ファーリー・フレンズ・フォーエバー エルモのあたらしいこいぬ |               | 2022年10月31日 | 継続中   | |
| POWER WE わたしたちのちから                                 |               | 2023年8月25日  | 継続中   | |
| セサミストリート 魔法の杖を追いかけろ!                      |               | 2021年11月19日 | 継続中   | |
| THOUGH 小さな瞳に映る世界                                   |               | ?              | 継続中   | |
| エルモとタンゴ クリスマスのお手伝い                         |               | 2024年12月20日 | 予定     | |

## 配信地域

### アメリカ
Maxと直接契約する方法に加えて、ウォルト・ディズニー・カンパニーやAmazon.comとの提携により、HuluやAmazon Prime Videoを経由して契約することも可能である。
また、ディズニーとの協業により、2024年7月25日からDisney+やHuluとのバンドルプランの提供も行っている。
なお、Amazon Prime Videoとは2021年に一度提携を終了したが、ワーナー・ブラザース・ディスカバリーは2022年12月にAmazon.comとの間で提携を再度締結したため、同サービス経由で契約することが出来るようになった。

### アジア
ワーナー・ブラザース・ディスカバリーは2024年中期にアジア太平洋地域に進出する計画であることを2022年8月に発表。
2024年10月、同年11月19日からインドネシアとマレーシア、フィリピン、シンガポール、タイ、台湾、香港でサービスを展開することを発表した。

### 日本
2024年現在、日本ではリージョンロックがかかり視聴が不可能となっており、「この地域では視聴できません」を英語で表記した警告画面がmax.com上で表示されるためアカウントの管理画面も開けなくなる。
本サービスにて配信された一部のオリジナル番組はスーパー!ドラマTVやWOWOWといった衛星放送の専門チャンネルにて放送されているが、カートゥーン ネットワークやセサミストリート関連は放映されていない。
日本でのHBO Maxのサービス展開は先に日本に進出していたHuluが日本制作コンテンツの少なさから苦戦し、事業自体を日本テレビに売却し、事実上日本から撤退したことなどを踏まえ、既に多数の日本制作コンテンツを保有している他社との共同展開を模索。2021年3月30日に動画配信サービスのU-NEXTがワーナーメディアとパートナーシップ契約を締結し、同年4月1日からHBOとHBO Maxの作品を同サービスにて順次独占配信すると発表。2023年3月に契約が更新されている。
2024年9月19日、ワーナー・ブラザース・ディスカバリーはU-NEXTとの独占パートナーシップ契約を締結した。同月25日午後2時から「HBO」、「Maxオリジナル」、「ハリー・ポッター」、「DC」、「ワーナー・ブラザース」、「カートゥーン ネットワーク」、「ディスカバリーチャンネル」、「アニマルプラネット」の8ブランドにて、2,500作品以上及び16,000エピソード以上のライブラリを同サービス経由で独占配信を始めた。この関係で日本未上陸作品およびカートゥーン ネットワーク未放送作品（DCアニメ作品も含める）もしくは過去に放送実績があって暫く未放映な状況にあるアニメおよびドラマ作品が配信されるかは不明。「DC」、「ワーナー・ブラザース」、「カートゥーン ネットワーク」の一部作品については途中で吹替制作が終了しているところがいくつかあるため、追録されるかは不明。
Amazon Prime Videoでは2025年2月時点でもMaxのサービスを始める予定はないが、HBOおよびMaxオリジナル作品および一部の通常作品（例：「ワンダーウーマン」）が配信されている（アニメを除く）。

## 利用可能デバイス
サービス開始時点ではInternet Explorer 11やSafariなどのウェブブラウザ、AndroidやiOS搭載のスマートフォン・タブレット端末、Android TVやApple TVなどのSTB端末、Xbox OneやPlayStation 4のゲーム機に対応している。なお、サービス開始時点ではAmazon Fire TVやFireタブレットなどのAmazon製のデバイスとRokuには対応していなかったが、Amazon製のデバイスは2020年11月、Rokuは同年12月にそれぞれ対応した。